# ヨハネス14世 (ローマ教皇)
ヨハネス14世（Ioannes XIV、? - 984年8月20日）は、ローマ教皇（在位：983年 - 984年）。
パヴィア生まれ。本名はピエトロ・カネパノーヴァ（Pietro Canepanova）。パヴィア司教であり、神聖ローマ皇帝オットー2世の下でのイタリア文書局長であった。ベネディクトゥス7世の後を継いで教皇に就任する。就任にあたり、「ピエトロ」はペテロのイタリア語名であり、自身が聖ペテロに関連付けられることを避けるためヨハネスを名乗った。
就任後すぐにオットー2世はマラリアによりローマで死去した（983年12月7日）。ヨハネス14世は後ろ盾を失った。オットー2世の死の報を受け、対立教皇ボニファティウス7世はコンスタンティノポリスからローマに帰還する（984年4月）。ヨハネス14世へ反感を抱いていたローマ民衆の後押しもあって、ボニファティウス7世はヨハネス14世をサンタンジェロ城に幽閉した。ヨハネス14世は捕囚されたまま984年8月20日に死去した。死因は餓死か毒殺とされる。
ボニファティウス7世も翌985年に殺され、ヨハネス15世が教皇に即位した。